# Patrizia Spaulding
Patrizia Spaulding (geboren 1993 oder 1994) ist eine deutsche Freiwasserschwimmerin und Behindertensportlerin. Sie repräsentierte Deutschland bei den Special Olympics World Summer Games 2023 in Berlin im Bereich Freiwasserschwimmen und gewann im Wettbewerb über 1500 Meter eine Goldmedaille.

## Leben und Karriere
Spaulding lebt in Mosbach. Sie arbeitete 2023 nach eigenen Angaben im Seniorenheim der Johannes-Diakonie in Baden-Württemberg.
Die Freiwasserschwimmerin wird von Claudia Geiger, der Sportkoordinatorin der Johannes-Diakonie, trainiert. Das Training findet einmal pro Woche im Eberbacher Schwimmbad statt, zusätzlich noch im Kraft-Werk Schwarzach. Spauldings Teamkollegin ist die Bronzemedaillengewinnerin Elke Jäger.
Ihren ersten Freiwasserwettbewerb bestritt Spaulding bei den Special Olympics Deutschland Sommerspielen 2022. Damit qualifizierte sie sich für die Weltspiele im folgenden Jahr.
Bei den Special Olympics World Summer Games 2023 trat Spaulding in drei Disziplinen an: in der Leistungsklasse F02 über 1500 Meter im Freiwasser sowie in Level B über 800 Meter im Becken und in Level C01 der 4-mal-50-Meter-Lagenstaffel im Freiwasser der Dahme in Berlin-Grünau. Sie gewann in ihrer Leistungsgruppe F02 über 1500 Meter mit 34:34,7 min die Goldmedaille. Ihr Staffelteam in der 4-mal-50-Meter-Lagenstaffel schaffte es in 3:02,93 min ebenfalls zur Goldmedaille. Im Finale des 800-Meter-Freistil-Wettbewerbes wurde Spaulding ebenso wie ihre Teamkollegin Elke Jäger disqualifiziert. Grund dafür waren die umstrittenen Klassifizierungsregeln: Liegt eine Leistung mehr als 15 Prozent über dem vom Trainer oder der Trainerin im Vorfeld angegebenen persönlichen Rekord, erfolgt eine Disqualifizierung.